# I Kissed a Girl
I Kissed a Girl è un singolo della cantante statunitense Katy Perry, pubblicato il 29 aprile 2008 come secondo estratto dal secondo album in studio One of the Boys.

## Descrizione
Il brano è stato prodotto da Dr. Luke. Il brano ha ottenuto un immediato successo, dopo le prime programmazioni.

## Video musicale
Il video, diretto da Kinga Burza, è stato pubblicato il 16 maggio 2008 sul profilo Myspace dell'artista. Il video è ambientato in un locale di tipo burlesque, stile Moulin Rouge, in cui la Perry ed altri personaggi danzano; tra questi c'è anche la cantante Kesha che balla vicino a Katy. Alla fine del video, la Perry si risveglia da quello che si rivela un sogno.

## Tracce
CD
1. I Kissed a Girl (Single Version) – 3:00
2. I Kissed a Girl (Album Version) – 2:59
3. I Kissed a Girl (Dr. Luke Remix) – 3:31
4. I Kissed a Girl (Dance Club Remix) – 4:26
5. I Kissed a Girl (DJ Cobra & Jess Jackson Remix) – 5:17
6. I Kissed a Girl (House Elektro Remix) – 3:29

Download digitale
1. I Kissed a Girl (Single Version) – 3:00

## Classifiche

### Classifiche settimanali
| Classifica (2008-13) | Posizione massima |
| -------------------- | ----------------- |
| Australia            | 1                 |
| Austria              | 1                 |
| Belgio (Fiandre)     | 1                 |
| Belgio (Vallonia)    | 3                 |
| Canada               | 1                 |
| Danimarca            | 1                 |
| Europa               | 1                 |
| Finlandia            | 4                 |
| Francia              | 5                 |
| Germania             | 1                 |
| Giappone             | 10                |
| Irlanda              | 1                 |
| Italia               | 1                 |
| Norvegia             | 1                 |
| Nuova Zelanda        | 1                 |
| Paesi Bassi          | 3                 |
| Polonia              | 2                 |
| Regno Unito          | 1                 |
| Repubblica Ceca      | 1                 |
| Russia               | 5                 |
| Spagna               | 19                |
| Stati Uniti          | 1                 |
| Svezia               | 1                 |
| Svizzera             | 1                 |
| Ucraina              | 7                 |
| Ungheria             | 9                 |

### Classifiche di fine anno
| Classifica (2008) | Posizione |
| ----------------- | --------- |
| Australia         | 6         |
| Austria           | 4         |
| Belgio (Fiandre)  | 7         |
| Belgio (Vallonia) | 41        |
| Canada            | 5         |
| Europa            | 4         |
| Finlandia         | 1         |
| Francia           | 34        |
| Germania          | 5         |
| Irlanda           | 5         |
| Italia            | 6         |
| Nuova Zelanda     | 9         |
| Paesi Bassi       | 19        |
| Regno Unito       | 4         |
| Russia            | 46        |
| Stati Uniti       | 14        |
| Svezia            | 5         |
| Svizzera          | 8         |
| Ucraina           | 97        |
| Classifica (2009) | Posizione |
| Europa            | 54        |
| Finlandia         | 18        |
| Regno Unito       | 176       |
| Svizzera          | 48        |

### Classifiche di fine decennio
| Classifica (2000-09) | Posizione |
| -------------------- | --------- |
| Australia            | 22        |
| Russia               | 196       |
| Stati Uniti          | 66        |

## Cover
- Diverse cover del brano sono state realizzate nel corso degli anni. Tra i vari interpreti vi sono il gruppo pop punk Sunset Takeover, la band Terminal Choice, il gruppo Cobra Starship e il gruppo metalcore statunitense Attack Attack! per la raccolta Punk Goes Pop 2.
- Il cast della serie televisiva Glee ha interpretato una cover del brano, la quale ha debuttato alla posizione 66 nella Billboard Hot 100.[59]